# 乌尔比诺方尖碑
43°43′27.37″N 12°38′12.96″E / 43.7242694°N 12.6369333°E

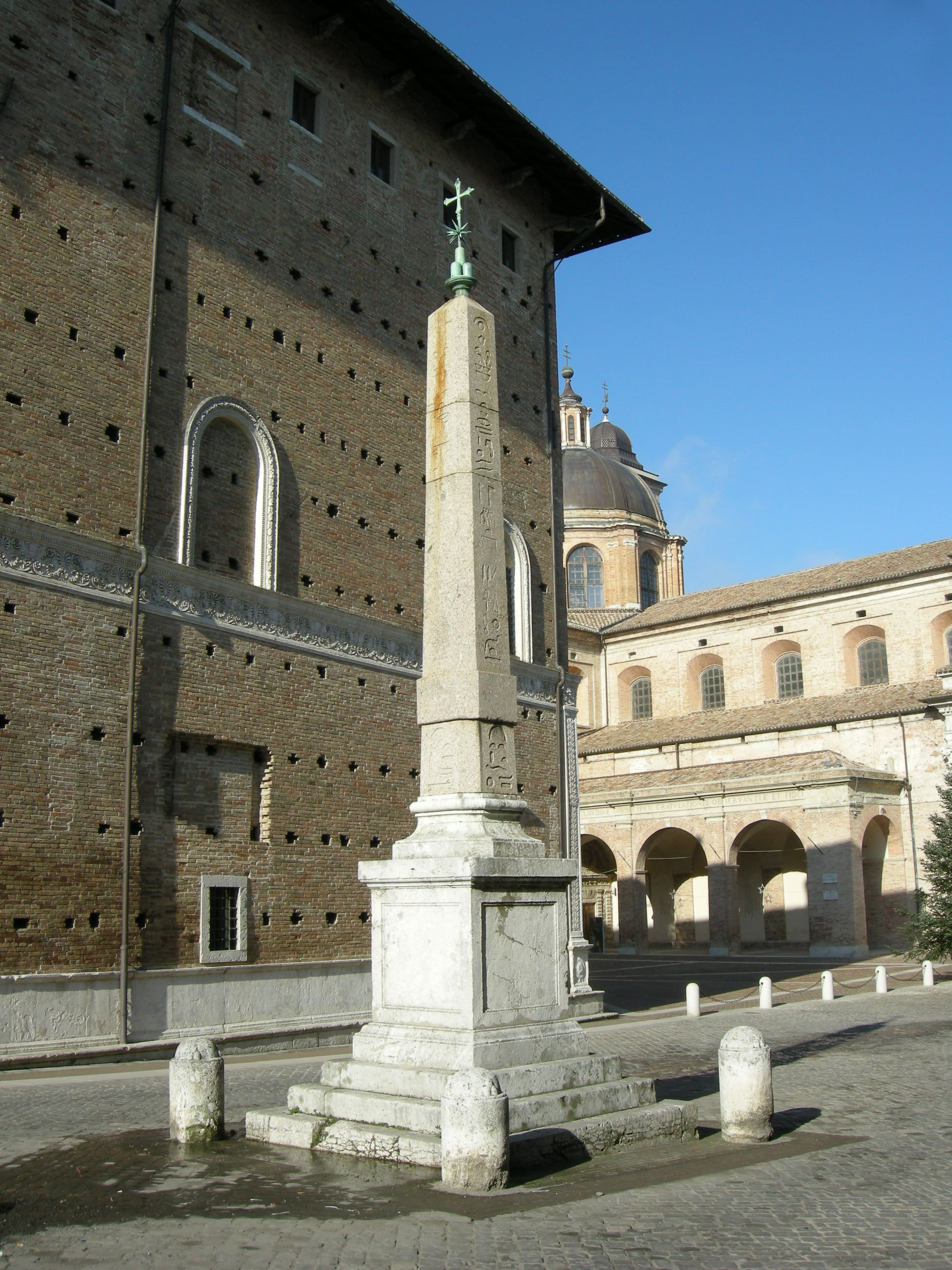
乌尔比诺方尖碑

乌尔比诺方尖碑（Obelisco di Urbino）是意大利的12个埃及方尖碑之一，位于乌尔比诺的文艺复兴广场（piazza Rinascimento），公爵宫和圣多明我堂前面。
乌尔比诺方尖碑用阿斯旺的红色花岗岩建造，可以追溯到阿普里斯（埃及第二十六王朝）时期（公元前588-568年）。它可能来自罗马战神广场艾西斯神庙（Tempio di Iside al Campo Marzio），在1737年抵达乌尔比诺，纪念出生于乌尔比诺阿尔巴尼家族的教宗克勉十一世。